# 上海市新泾中学
上海市新泾中学于1968年创立在中華人民共和國上海市长宁区哈密路木干桥50号，使用息焉堂4000平方米墓地为校舍，后以淞虹路475号为校区，毗邻淞虹路小学。2013年学校从淞虹路475号搬迁至甘溪路280号后归属于西延安中学教育集团，原校址淞虹路475号重建为复旦中学淞虹路西部校区西区，淞虹路小学则作为复旦中学淞虹路西部校区东区。校长为钟杨。学校内有博睿园、非遗传习厅、校少年宫、玻璃暖房。